# Carpi Football Club 1909 2018-2019
Questa voce raccoglie le informazioni riguardanti il Carpi Football Club 1909 nelle competizioni ufficiali della stagione 2018-2019.

## Divise e sponsor
Lo sponsor tecnico per la stagione 2018-2019 è Givova mentre lo sponsor ufficiale è Gaudì Jeans. Due nuovi sponsor istituzionali unici per tutta la Serie B: Unibet come Top Sponsor posteriore e "Facile ristrutturare" sulla manica sinistra come patch.
| Casa | Trasferta | Terza divisa |  |

## Stagione
Nella stagione 2018-2019 il Carpi inizia la sua quinta stagione in Serie B con Marcello Chezzi in panchina, ma l'ex mister del Castelfranco (debuttante assoluto in questa categoria) dà le dimissioni dopo le prime tre giornate, tutte perse contro Foggia (4-2), Cittadella (0-1) ed Hellas Verona (4-1).
Al suo posto ritorna Fabrizio Castori, l'allenatore della promozione in Serie A nel 2015. I biancorossi però non trovano la continuità giusta. Dopo un girone d'andata finito in zona Play-out con 17 punti, il mercato invernale porta un grande rinnovamento della rosa che non migliora il rendimento: la squadra è poco concreta, va incontro a parecchi infortuni e subisce sconfitte pesantissime (di misura in casa, quasi sempre di goleada in trasferta). Il 5 maggio 2019, alla penultima giornata, il Carpi perde (1-0) al Picchi contro il Livorno e retrocede matematicamente in Serie C.
Una settimana dopo c'è l'ultima gara al Cabassi contro il Venezia che rimonta da (2-0) a (2-3) e si guadagna i Play-out contro la Salernitana. I migliori marcatori degli emiliani, ultimi con 29 punti, sono l'attaccante Arrighini e il centrocampista Concas con 4 gol a testa. La difesa, con 67 reti incassate, è la più perforata del campionato. Anche nella Coppa Italia Tim Cup il percorso del Carpi è stato fugace, viene eliminato all'esordio nel secondo turno, perdendo (0-2) contro la Ternana.

## Rosa
Rosa aggiornata all'8 novembre 2018.
| N. |                         | Ruolo | Calciatore             |
| -- | ----------------------- | ----- | ---------------------- |
| 1  | Italia (bandiera)       | P     | Federico Serraiocco    |
| 2  | Italia (bandiera)       | D     | Emanuele Suagher       |
| 3  | Italia (bandiera)       | D     | Paolo Frascatore       |
| 3  | Polonia (bandiera)      | D     | Michał Marcjanik       |
| 4  | Italia (bandiera)       | D     | Alessio Sabbione       |
| 5  | Italia (bandiera)       | D     | Enrico Pezzi           |
| 6  | Italia (bandiera)       | D     | Alessandro Buongiorno  |
| 7  | Italia (bandiera)       | C     | Fabio Concas           |
| 8  | Italia (bandiera)       | C     | Daniele Giorico        |
| 8  | Italia (bandiera)       | C     | Mattia Vitale          |
| 9  | RD del Congo (bandiera) | A     | Benjamin Mokulu        |
| 9  | Guinea (bandiera)       | A     | Karamoko Cissé         |
| 10 | Italia (bandiera)       | C     | Giammario Piscitella   |
| 11 | Italia (bandiera)       | A     | Alessandro Piu         |
| 11 | Italia (bandiera)       | A     | Davide Marsura         |
| 12 | Italia (bandiera)       | P     | Nicola Sambo           |
| 13 | Italia (bandiera)       | D     | Fabrizio Poli          |
| 14 | Italia (bandiera)       | D     | Alessandro Ligi        |
| 15 | Italia (bandiera)       | A     | Michele Vano           |
| 16 | Italia (bandiera)       | A     | Alessandro Romairone   |
| 17 | Paesi Bassi (bandiera)  | A     | Dennis van der Heijden |
| 17 | Italia (bandiera)       | C     | Mattia Mustacchio      |

| N. |                                 | Ruolo | Calciatore          |
| -- | ------------------------------- | ----- | ------------------- |
| 18 | Italia (bandiera)               | A     | Andrea Arrighini    |
| 19 | Italia (bandiera)               | C     | Lorenzo Pasciuti    |
| 20 | Slovenia (bandiera)             | C     | Enej Jelenič        |
| 21 | Bosnia ed Erzegovina (bandiera) | C     | Dario Šarić         |
| 22 | Italia (bandiera)               | P     | Simone Colombi      |
| 23 | Germania (bandiera)             | D     | Max Barnofsky       |
| 24 | Senegal (bandiera)              | C     | Malick Mbaye        |
| 24 | Italia (bandiera)               | C     | Luca Rizzo          |
| 25 | Germania (bandiera)             | D     | Tobias Pachonik     |
| 26 | Italia (bandiera)               | D     | Federico Franchini  |
| 27 | Italia (bandiera)               | C     | Gabriele Rolando    |
| 28 | Italia (bandiera)               | C     | Michael Venturi     |
| 28 | Francia (bandiera)              | C     | Zinédine Machach    |
| 29 | San Marino (bandiera)           | P     | Edoardo Colombo     |
| 30 | Italia (bandiera)               | C     | Giovanni Crociata   |
| 31 | Italia (bandiera)               | C     | Tommaso Fantacci    |
| 31 | Senegal (bandiera)              | C     | Mamadou Coulibaly   |
| 32 | Italia (bandiera)               | C     | Giovanni Di Noia    |
| 33 | Belgio (bandiera)               | C     | Reno Wilmots        |
| 34 | Croazia (bandiera)              | D     | Anton Krešić        |
| 35 | Italia (bandiera)               | P     | Riccardo Piscitelli |

## Risultati

### Campionato di Serie B

#### Girone di andata
| Arbitro: | Dionisi (L'Aquila) |

|                                                      |           |                        |
| Camporese 23’ Loiacono 50’ Tonucci 54’ Cicerelli 62’ | Marcatori | 69’ Mokulu 81’ Jelenic |

| Arbitro: | Illuzzi (Molfetta) |

|  |           |           |
|  | Marcatori | 80’ Proia |

| Arbitro: | Volpi (Arezzo) |

|                                                |           |          |
| Laribi 35’ Pazzini 45’ (rig.), 56’ (rig.), 82’ | Marcatori | 87’ Poli |

| Arbitro: | Piscopo (Imperia) |

|               |           |                       |
| Arrighini 28’ | Marcatori | 13’ (aut.) Frascatore |

| Arbitro: | Rapuano (Rimini) |

|  |           |            |
|  | Marcatori | 76’ Mokulu |

| Arbitro: | Serra (Torino) |

|                            |           |                |
| Galabinov 57’ Maggiore 85’ | Marcatori | 40’ Mokulu 57’ |

| Arbitro: | Pillitteri (Palermo) |

|              |           |          |
| Pasciuti 47’ | Marcatori | 89’ Báez |

| Arbitro: | Marini (Roma) |

|            |           |  |
| Cavion 60’ | Marcatori |  |

| 27 ottobre 2018 9ª giornata |  | – Turno di riposo Carpi |  |  |

| Arbitro: | Baroni (Firenze) |

|  |           |                                        |
|  | Marcatori | 5’ Falletti 61’ Jajalo 74’ Nestorovski |

| Arbitro: | Prontera (Bologna) |

|            |           |            |
| Molina 22’ | Marcatori | 73’ Concas |

| Arbitro: | Piscopo (Imperia) |

|                       |           |                                |
| Concas 85’ Vano 90+3’ | Marcatori | 54’ G. Letizia 70’ (rig.) Coda |

| Arbitro: | Rapuano (Rimini) |

|  |           |             |
|  | Marcatori | 36’ Jelenic |

| Arbitro: | Guccini (Albano Laziale) |

|  |           |               |
|  | Marcatori | 36’ La Mantia |

| Arbitro: | Maggioni (Lecco) |

|                              |           |  |
| Mbaye 73’ (aut.) Mancuso 89’ | Marcatori |  |

| Arbitro: | Massimi (Termoli) |

|                                    |           |                         |
| Pasciuti 45’ Sabbione 59’ Vano 81’ | Marcatori | 85’ Casasola 89’ Rosina |

| Arbitro: | Di Martino (Teramo) |

|              |           |                          |
| Paulinho 69’ | Marcatori | 42’ Pachonik 82’ Jelenic |

| Arbitro: | Piccinini (Forlì) |

|             |           |                                              |
| Di Noia 24’ | Marcatori | 10’ Pedrelli 54’ Murilo 83’, 90+5’ Giannetti |

| Arbitro: | Baroni (Firenze) |

|             |           |             |
| Litteri 61’ | Marcatori | 20’ Suagher |

#### Girone di ritorno
| Arbitro: | Pillitteri (Palermo) |

|  |           |                  |
|  | Marcatori | 9’, 83’ Iemmello |

| Arbitro: | Massimi (Termoli) |

|                                        |           |                      |
| Moncini 49’ Schenetti 53’ Panico 90+2’ | Marcatori | 79’ (rig.) Arrighini |

| Arbitro: | Ros (Pordenone) |

|             |           |           |
| Di Noia 43’ | Marcatori | 56’ Matos |

| Arbitro: | Illuzzi (Molfetta) |

|                                          |           |             |
| A. Donnarumma 18’ (rig.), 90+1’ Ndoj 37’ | Marcatori | 22’ Rolando |

| Arbitro: | Maggioni (Lecco) |

|  |           |                  |
|  | Marcatori | 90+1’ Melchiorri |

| Arbitro: | Aureliano (Bologna) |

|                                            |           |                       |
| Mustacchio 30’ Marsura 85’ Coulibaly 90+2’ | Marcatori | 49’ Gyasi 72’ Okereke |

| Arbitro: | Pezzuto (Lecce) |

|            |           |  |
| Tutino 28’ | Marcatori |  |

| Arbitro: | Rapuano (Rimini) |

|          |           |            |
| Poli 48’ | Marcatori | 42’ Ngombo |

| 9 marzo 2019 28ª giornata |  | – Turno di riposo Carpi |  |  |

| Arbitro: | Massimi (Termoli) |

|                                              |           |                |
| Falletti 11’ Nestorovski 15’, 87’ Puscas 85’ | Marcatori | 46’ Mustacchio |

| Arbitro: | Ghersini (Genova) |

|          |           |                      |
| Poli 48’ | Marcatori | 19’ (rig.), 64’ Simy |

| Arbitro: | Prontera (Bologna) |

|                                           |           |               |
| Improta 1’ Maggio 39’ N. Viola 69’ (rig.) | Marcatori | 16’ M. Vitale |

| Arbitro: | Piccinini (Forlì) |

|                          |           |             |
| Concas 42’ Arrighini 78’ | Marcatori | 12’ Mbakogu |

| Arbitro: | Piscopo (Imperia) |

|                                                 |           |             |
| Venuti 50’ Mancosu 62’ Falco 64’ Tumminello 73’ | Marcatori | 80’ Suagher |

| Carpi 22 aprile 2019 34ª giornata | Carpi            | 0 – 0 | Pescara | Stadio Sandro Cabassi\| Arbitro: \| Minelli (Varese) \| |
| Arbitro:                          | Minelli (Varese) |       |         |                                                         |

| Arbitro: | Pillitteri (Palermo) |

|                       |           |                                                                |
| Djuric 18’ Calaiò 33’ | Marcatori | 8’ (rig.), 31’ Cissé 48’ Crociata 87’ Sabbione 90+3’ Arrighini |

| Arbitro: | Volpi (Arezzo) |

|            |           |                          |
| Rolando 8’ | Marcatori | 37’ Piccolo 43’ Montalto |

| Arbitro: | Abbattista (Molfetta) |

|               |           |  |
| Giannetti 58’ | Marcatori |  |

| Arbitro: | Illuzzi (Molfetta) |

|                                |           |                        |
| Cissé 16’ (rig.) Coulibaly 47’ | Marcatori | 64’, 89’, 90+2’ Zigoni |

### Coppa Italia
| Arbitro: | Volpi (Arezzo) |

|  |           |                             |
|  | Marcatori | 12’ Vantaggiato 45+1’ Rivas |

## Statistiche

### Statistiche di squadra
| Competizione | Punti | In casa | In casa | In casa | In casa | In casa | In casa | In trasferta | In trasferta | In trasferta | In trasferta | In trasferta | In trasferta | Totale | Totale | Totale | Totale | Totale | Totale | DR  |
| Competizione | Punti | G       | V       | N       | P       | Gf      | Gs      | G            | V            | N            | P            | Gf           | Gs           | G      | V      | N      | P      | Gf     | Gs     | DR  |
| ------------ | ----- | ------- | ------- | ------- | ------- | ------- | ------- | ------------ | ------------ | ------------ | ------------ | ------------ | ------------ | ------ | ------ | ------ | ------ | ------ | ------ | --- |
| Serie B      | 29    | 18      | 3       | 6       | 9       | 19      | 30      | 18           | 4            | 2            | 12           | 20           | 37           | 36     | 7      | 8      | 21     | 39     | 67     | -28 |
| Coppa Italia |       | 1       | 0       | 0       | 1       | 0       | 2       | -            | -            | -            | -            | -            | -            | 1      | 0      | 0      | 1      | 0      | 2      | -2  |
| Totale       | 29    | 19      | 3       | 6       | 10      | 19      | 32      | 18           | 4            | 2            | 12           | 20           | 37           | 37     | 7      | 8      | 22     | 39     | 69     | -30 |

### Andamento in campionato
| Giornata  | 1  | 2  | 3  | 4  | 5  | 6  | 7  | 8  | 9  | 10 | 11 | 12 | 13 | 14 | 15 | 16 | 17 | 18 | 19 | 20 | 21 | 22 | 23 | 24 | 25 | 26 | 27 | 28 | 29 | 30 | 31 | 32 | 33 | 34 | 35 | 36 | 37 | 38 |
| --------- | -- | -- | -- | -- | -- | -- | -- | -- | -- | -- | -- | -- | -- | -- | -- | -- | -- | -- | -- | -- | -- | -- | -- | -- | -- | -- | -- | -- | -- | -- | -- | -- | -- | -- | -- | -- | -- | -- |
| Luogo     | T  | C  | T  | C  | T  | T  | C  | T  | R  | C  | T  | C  | T  | C  | T  | C  | T  | C  | T  | C  | T  | C  | T  | C  | T  | C  | T  | C  | R  | C  | T  | C  | T  | C  | T  | C  | T  | C  |
| Risultato | P  | P  | P  | N  | V  | P  | N  | P  | -  | P  | N  | N  | V  | P  | P  | V  | V  | P  | N  | P  | P  | N  | P  | P  | V  | P  | N  | -  | P  | P  | P  | V  | P  | N  | V  | P  | P  | P  |
| Posizione | 15 | 17 | 17 | 17 | 14 | 15 | 15 | 17 | 17 | 18 | 17 | 17 | 17 | 17 | 17 | 16 | 14 | 14 | 15 | 16 | 17 | 17 | 18 | 18 | 17 | 18 | 18 | 19 | 19 | 19 | 19 | 18 | 18 | 18 | 18 | 18 | 19 | 19 |

Legenda:

Luogo: C = Casa; T = Trasferta. Risultato: V = Vittoria; N = Pareggio; P = Sconfitta. R = Riposo